# Leopold d'Alpandeire
Leopold d'Alpandeire, de nom real Francisco Tomás de San Juan Bautista Márquez Sánchez (Alpandeire, Màlaga, 24 de juny de 1864 - Granada, 9 de febrer de 1956), fou un frare de l'Orde dels Germans Menors Caputxins, molt conegut per la seva caritat. És venerat com a beat per l'Església catòlica, amb una especial devoció a Granada i, en general, Andalusia.

## Biografia
Francisco Márquez Sánchez nasqué al llogarret d'Alpandeire, a la serralada de Ronda (província de Màlaga). Era el major de quatre germans, en una família modesta dedicada a l'agricultura i la ramaderia. Anà molt poc temps a l'escola, aprenent només a llegir i escriure, però mostrant molta religiositat. Ajudà la seva família, fora del temps del servei militar (1887-1888) que passà a Màlaga.
Decidí de fer vida religiosa en haver sentit la predicació de dos caputxins a la ciutat de Ronda per la beatificació de Dídac de Cadis en 1894. Després d'algunes temptatives fallides, ingressà al convent caputxí de Sevilla en 1899, on professà els vots el 1900, prenent el nom de Leopold d'Alpandeire. Fou destinat, successivament, a Antequera, Granada i Sevilla i, el 21 de febrer de 1914 novament a Granada, on passà la resta de la vida.
La major part dels següents 42 anys la passà com a frare almoiner, mendicant i demanant per tota la ciutat. Es va fer molt popular com a conseller, i molta gent li demanava consells, mediació o que pregués per ells. Era conegut com a Fray Leopoldo i "l'humil almoiner de les tres avemaries", ja que era aquesta la pregària que dedicava a qui li demanava una benedicció.
Va morir a Granada en 1956, i fou sebollit al convent de caputxins on havia viscut.

## Veneració
En morir, començà a ésser venerat per poble, i eren freqüent les cues a la capella del convent on era enterrat, per visitar-la i pregar davant el seu sepulcre: en 2010, el seu sepulcre és el lloc més visitat de Granada després de l'Alhambra, especialment els dies 9 de cada mes. El procés de beatificació s'obrí aviat, en 1961. El 12 de setembre de 2010 fou declarat beat en una multitudinària missa celebrada a la base aèria d'Armilla (Granada), en nom de Benet XVI, per Angelo Amato i l'arquebisbe de Granada Francisco Javier Martínez Fernández, amb els bisbes de Sevilla i el superior dels caputxins.